# ایمبیبیشن

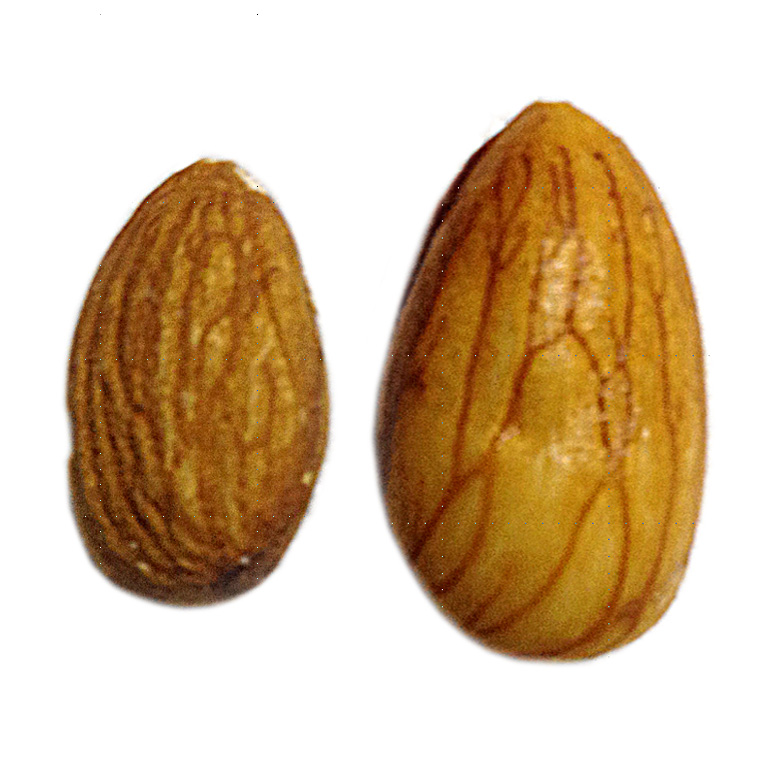
یک دانه زردآلو، خشک (چپ) و بزرگ شده (راست)

ایمبیبیشن (انگلیسی: Imbibition)، نوع خاصی از پدیده انتشار است که زمانی اتفاق می‌افتد که مایع توسط مواد جامد-کلوئید جذب می‌شود و باعث افزایش حجم می‌شود. حرکت پتانسیل سطح آب در امتداد گرادیان غلظت صورت می‌گیرد. برخی از مواد خشک آب را جذب می‌کنند. یک گرادیان بین جاذب و مایع برای جذب ضروری است. برای اینکه یک ماده بتواند مایعی را جذب کند، ابتدا باید جاذبه‌ای بین آنها وجود داشته باشد. ایمبیبیشن زمانی اتفاق می‌افتد که یک سیال تر ، یک سیال غیرتر را جابه‌جا می‌کند، برعکس زهکشی که در آن یک فاز غیرتر، سیال تر را جابجا می‌کند. این دو فرآیند توسط عملکردهای متفاوتی اداره می‌شوند. بذرها و سایر مواد از این قبیل تقریباً آب ندارند از این رو به‌راحتی آب را جذب می‌کنند. گرادیان پتانسیل آب بین جاذب و مایع جذب شده برای جذب ضروری است.

## نمونه‌ها
یکی از نمونه‌های جذب در طبیعت، جذب آب توسط کلوئیدهای آب‌دوست است. پتانسیل ماتریس کمک قابل‌توجهی به آب در چنین موادی می‌کند. بذرهای خشک تا حدودی با جذب جوانه می‌زنند. ایمبیبیشن همچنین می‌تواند ریتم شبانه‌روزی را در رشادی گوش‌موشی و (احتمالا) گیاهان دیگر کنترل کند. آزمون آموت (Amott test) از ایمبیبیشن استفاده می‌کند.
پروتئین‌ها ظرفیت جذب بالایی دارند، بنابراین بذرهای پروتئین‌دار نخود بیشتر از بذرهای نشاسته‌ای گندم متورم می‌شوند.
جذب آب حجم جذبی را افزایش می‌دهد که منجر به فشار جذبی (IP) می‌شود. بزرگی چنین فشاری را می‌توان با شکافتن سنگ‌ها با قرار دادن ساقه‌های چوبی خشک در شکاف آنها و خیساندن آنها در آب نشان داد، تکنیکی که مصریان اولیه برای شکافتن بلوک‌های سنگی استفاده کردند.
پیوندهای پوستی (ضخامت تقسیم شده و ضخامت کامل) اکسیژن و تغذیه را از طریق جذب دریافت می‌کنند و زنده ماندن سلولی را تا زمانی که فرآیندهای درهمجوشی و عروق مجدد (Revascularization) یک منبع خون جدید را در این بافت‌ها برقرار کند حفظ می‌کنند.

### جوانه‌زنی
برای نمونه می‌توان به جذب آب توسط بذرها و چوب خشک اشاره کرد. اگر فشار ناشی از جذب وجود نداشته باشد، نهال‌ها نمی‌توانند از خاک بیرون بیایند.الگو:Speculation-inline

### رشد ریشه‌چه
ریشه‌چه اولین قسمت نهال (جنین گیاه در حال رشد) است که در طی فرآیند جوانه‌زنی از بذر خارج می‌شود. ریشه‌چه گیاه ریشه جنینی است و به سمت پایین در خاک رشد می‌کند (شاخه از نهال بذری بیرون می‌آید) جایی که آب بیشتری جذب می‌کند. بیشتر بخش بذر انرژی ذخیره شده است، بنابراین مواد مغذی در روزهای اول برای گیاهچه ضروری نیست.